# Horten Ho 229
Horten Ho 229 (även kallat Horten Ho IX och Gotha Go 229), var världens första jetplan utan stjärtroder. Planets design var futuristisk och väldigt långt före sin tid. Den första prototypen (H.IX V1) av planet flög första gången den 1 mars 1944. Planets ursprungliga form ritades av de båda bröderna Walter och Reimar Horten. Båda hade sedan tidigare visat sin förkärlek för eleganta plan helt utan, eller med minimala stjärtroder, då de försökte få bort det motstånd i lyftkraft som rodret ger på vanliga plan.

## Historia
I början av 1930-talet hade bröderna Horten blivit intresserade av den s.k. flygande vingen-designen för att därigenom kunna förbättra sina segelflygplans glidförmåga. Den tyska regeringen var vid denna tidpunkt en hängiven bidragsgivare till de olika segelflygsklubbarna runt om i landet, då Versaillesfreden hade förbjudit Tyskland all produktion av militära flygplan. Flygande vingen-designen avlägsnade all "onödig" yta och detta ledde, åtminstone i teorin, till lägsta möjliga CD0-motstånd. 
År 1943 lät Reichsmarschall Göring utlysa en tävling där det färdiga flygplanet skulle klara av att bära en last på 1 000 kg över 1 000 km i en hastighet av 1 000 km/h, den så kallade 1000/1000/1000-regeln. De konventionella tyska bombplanen klarade av att nå befälscentra inne i Storbritannien, men led svåra förluster från de allierades jaktflyg. Vid denna tidpunkt fanns det inga enkla vägar att nå de uppsatta målen - Junkers nya jetmotor Jumo 004B hade inga problem att komma upp i den uppsatta hastigheten, men hade en enastående hög bränsletörst.
Bröderna Horten var säkra på att deras design kunde klara av alla de uppsatta målen: genom att reducera luftmotståndet kunde bränsleförbrukningen vid marschhastighet sänkas till en sådan nivå att målet på att flyga 1 000 km kunde uppnås. Därför föreslog de sitt eget projekt, Ho IX, som grunden för ett jetbombplan. Reichsluftfahrtministerium gav Horten sitt godkännande men gav order om att två 30 mm kanoner skulle läggas till i designen, eftersom de trodde planet skulle kunna visa sig vara användbart som jakt-/attackplan i.o.m. att dess toppfart skulle vara betydligt högre än något av de allierades flyg.
Den första Ho IX V1, vilken var ett omotoriserat segelplan, flög första gången 1 mars 1944. Det följdes av den med Jumo 004 utrustade Ho IX V2 (Där BMW 003-motorn egentligen var menad att användas, men ännu inte färdigtestad). Göring var nöjd med resultatet efter att ha sett testflygningarna och gav order om en produktion på 40 plan som skulle tillverkas av Gotha. Programmet kvarstod oförändrat när det enda exemplaret av Ho IX V2 havererade efter motorbrand 18 februari 1945 efter endast två timmars flygning. Faktum är att ännu en order lades på fler prototyper och 20 förserieplan. 12 mars 1945 blev Ho 229 inkluderat i Jäger-Notprogramm för en ökad produktion av billiga "Wunderwaffen" (mirakelvapen).
I krigets slutskede iscensatte den amerikanska militären Operation Paperclip, vilket var arbetsnamnet för deras olika underrättelsetjänsters uppdrag att beslagta avancerad tysk vapenforskning, samt att förhindra att de tyska forskningsrapporterna hamnade i de framryckande sovjetstyrkornas händer. Ett Horten segelplan och en Ho 229 V3 beslagtogs och skickades i all hemlighet till Northrop Corporation i USA för utvärdering. De övriga plan som upptäcktes vid monteringsbandet i Friedrichsroda förstördes för att hindra att de hamnade i sovjetiska styrkors ägo.

## Kuriosa
- Testflygningar av planet (och av det närbesläktade Northrop N9M-B) under slutet av 1940-talet kan möjligen ha varit del i uppkomsten av UFO-ryktena i Area 51
- Ursprungsdesignen från planet går delvis igen i det amerikanska F-117 från 1983 och fullständigt i Northrop-Grumman B-2 Spirit från 1989
- Det överlevande vrak av den Ho 229 A V3 som beslagtogs är under återuppbyggnad i Silver City, Maryland USA, genom Smithsonian's Garber
- Ho 229 kallas ofta felaktigt för Gotha Go 229 på grund av namnet på tillverkaren som valdes.[1]